# John Barleycorn Must Die
Albums de Traffic
Last Exit
(1969) Welcome to the Canteen
(1971)
John Barleycorn Must Die est le 4e album studio du groupe britannique Traffic, sorti en 1970. C'est le premier album studio depuis la reformation du groupe.

## L'album
Il atteint la 5e place du Billboard 200, la 11e des UK Albums Chart et est certifié disque d'or par la RIAA. Il fait partie des 1001 albums qu'il faut avoir écoutés dans sa vie.

### Titres

#### Face A
1. Glad (Winwood) (6:59)
2. Freedom Rider (Winwood, Jim Capaldi) (6:20)
3. Empty Pages (Winwood, Capaldi) (4:47)

#### Face B
1. Stranger to Himself (Winwood, Capaldi) (4:02)
2. John Barleycorn (Traditionnel, arr. Winwood) (6:20)
3. Every Mother's Son (Winwood, Capaldi) (7:05)

### Réédition de 1999
comporte 5 titre bonus

### Réédition de 2002
ne comporte que 2 bonus

### Réédition de 2011
comporte 2 CD dont un de 10 titres bonus

### Musiciens
- Steve Winwood : Orgue Hammond, piano, piano électrique, guitare acoustique, guitare électrique, basse, percussions, batterie, voix
- Chris Wood : Saxophone, flûte, percussions, orgue Hammond
- Jim Capaldi : Batterie, percussions, tambourin, voix